# Polyplumaria cornuta
Polyplumaria cornuta är en nässeldjursart som först beskrevs av V.S. Bale 1884.  Polyplumaria cornuta ingår i släktet Polyplumaria och familjen Plumulariidae. Inga underarter finns listade i Catalogue of Life.